# يناير ماكامبا
يناير ماكامبا (من مواليد 28 يناير 1974) هو سياسي تنزاني من حزب الثورة، وعضو في البرلمان عن دائرة بومبولي الانتخابية منذ عام 2010. في ديسمبر 2015 تم تعيينه وزير دولة في مكتب نائب الرئيس لشؤون الاتحاد والبيئة.